# Поцілунок

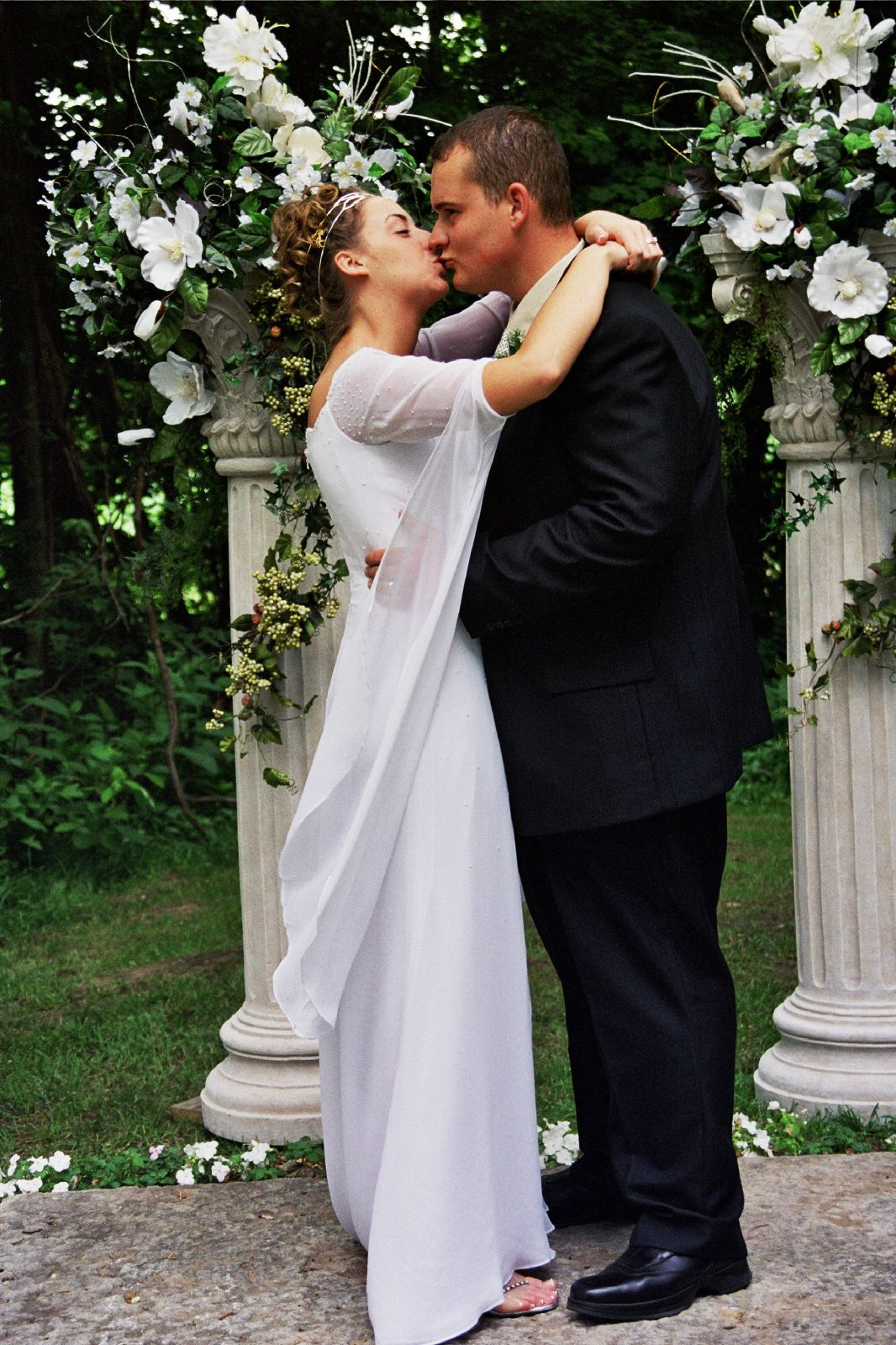
Молодята цілуються

Поцілу́нок — це дотик людських губ до будь-чого для вираження своїх емоцій, переважно позитивних.
Поцілунки часто супроводжуються обіймами. Поцілунок є темою багатьох творів мистецтва.
Філематологія — дисципліна, яка вивчає фундаментальні фізіологічні та психологічні особливості людського поцілунку.
Дії, подібні з людським поцілунком, можна спостерігати у мавп.

## Історія походження
Понині вчені не можуть дійти спільного погляду на те, чи людський поцілунок є інстинктивного походження, чи — набутий людством. Деякі вважають, що поцілунки наявні також і у тварин, як-от: коли птахи годують своїх дітей із дзьоба — це своєрідний різновид поцілунку.

## Класифікація поцілунків

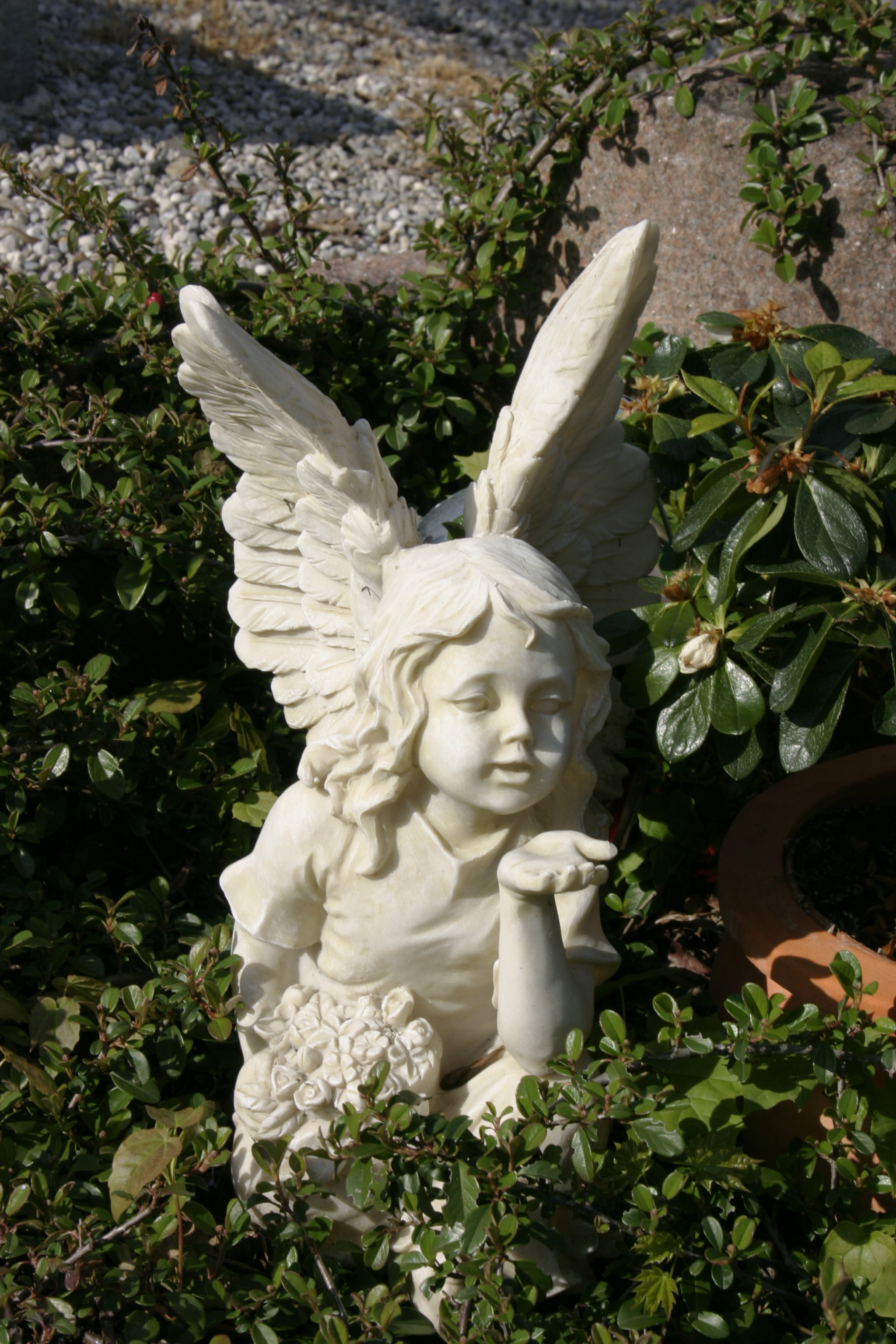
Повітряний поцілунок

Поцілунки можуть бути між двома людьми, також поцілунок може бути звернений на свою частину тіла, на тварину і на неживі предмети. Кожен з цих видів поцілунків відображає особливий емоційний відтінок. Так, цілування землі може виражати радість з приводу довгоочікуваного прибуття в нову місцевість або в місця, в яких людина довго був відсутній. Поцілунок рідної землі або прапора держави може виражати любов до Батьківщини і вірність їй. Цілування зброї символізує вірність військовому обов'язку.
За характером почуттів, які висловлює поцілунок, можна виділити такі види:
- Любовний поцілунок — виражає почуття любові і пристрасті між коханими. Любовні поцілунки, які не тільки виражають емоції, але і збуджують закоханих, можна умовно розділити на ніжні і пристрасні.
  - Ніжні поцілунки — поцілунки в губи або інші частини тіла, які характеризуються коротким часом дотику.
  - Пристрасні — навпаки, тривають тривалий час. Здійснюються, найчастіше, в губи. При пристрасному поцілунку двох людей губами — рот може відкриватися, що дозволяє додавати до дотику губ дотик язиків (французький поцілунок), прикусування зубами. Легке покусування як поцілунок може проводитися і в інші частини тіла, зазвичай в шию, мочку вуха, рідше в інтимні частини тіла.
- Дружній поцілунок — виражає почуття дружби і прихильності до іншої людини. Найчастіше цілується щока людини, рідше рука. Дотику губ, як такого, може і не бути, важливо зображення руху, позначення поцілунку. Часто використовуються серії з декількох, звичайно трьох, поцілунків.
- Шанобливий поцілунок — виражає відношення поваги, схиляння перед людиною або предметом. У цьому випадку цілують руки, можливий поцілунок в кільце на руці. Рідше ноги, що є вираженням крайнього ступеня схиляння. Ціловані предмети найчастіше є предметом шанування не самі по собі, а у зв'язку з їх ставленням до інших людей, подій. Поважний поцілунок теж може відбуватися без дотику губ, а тільки їх близьким піднесенням до поверхні цілованої частини тіла або поверхні предмета.
- Розчулений поцілунок — висловлює почуття розчулення, радості. Найчастіше звернений на маленьких дітей, тварин. У цьому виді поцілунку вкрай рідко цілуються губи. Дітей цілують в щоки, ніс, лоб. Рідше в інші частини тіла. Тварин цілують в морду — в ніс, лоб, щоки. Іноді як такого поцілунку (особливо з тваринами) використовується дотик не губами, а щокою.
- Батьківський/синівський/братський/материнський поцілунок — висловлює почуття родинної прихильності між членами сім'ї. Цілується лоб, щоки; зрідка — губи . Їм супроводжується побажання дітям добраніч. Майже завжди є дотик. Часто використовуються серії з декількох, зазвичай трьох, поцілунків.
- Повітряний поцілунок — один з різновидів любовного або дружнього поцілунку, що означає увагу людини або легкий флірт. Виконується шляхом цілування долоні власної руки з подальшим направленням її в бік людини, якій поцілунок призначений. Після направлення долоні, цілющий дме на неї, ніби намагаючись передати поцілунок по повітрю, звідки його назва. Іноді цілючий просто зображує поцілунок губами в бік цілуємого.

- Юдин поцілунок — вираз зовнішньої, показної прихильності і поваги.
- Поцілунок-смайлик (англ. Smiley — «усміхнений») є стилізованим зображенням людського обличчя з губами, стиснутими в поцілунку. Такий смайлик часто використовується в текстових повідомленнях (SMS, e-mail та ін.) І зображується у вигляді «:-*», де останній символ символізує губи. Багато програм автоматично відображають замість цих символів відповідний малюнок (його вид залежить від програми).

Любовний поцілунок може бути наступним:
- Прямий поцілунок: У цьому випадку партнери знаходяться лицем до лиця, один бере нижню губу іншого між своїми губами.
- Поцілунок збоку: Те ж, що і в попередньому варіанті, але обличчя одного партнера знаходиться під кутом по відношенню до іншого партнера.
- Поцілунок з поворотом: Один партнер повертає обличчя іншого до себе однією рукою, іншою — тримає його за підборіддя і цілує в губи.
- Поцілунок, що давить: Один партнер своїми губами здавлює губи іншого. Якщо при цьому бере участь язик, то поцілунок називається таким, що смокче.
- Поцілунок з сильним натиском: Партнер стискує нижню губу іншого великим і вказівним пальцем і ніби скочує її в кульку. Потім він пестить губу язиком і смокче її.

## Поцілунок в історії

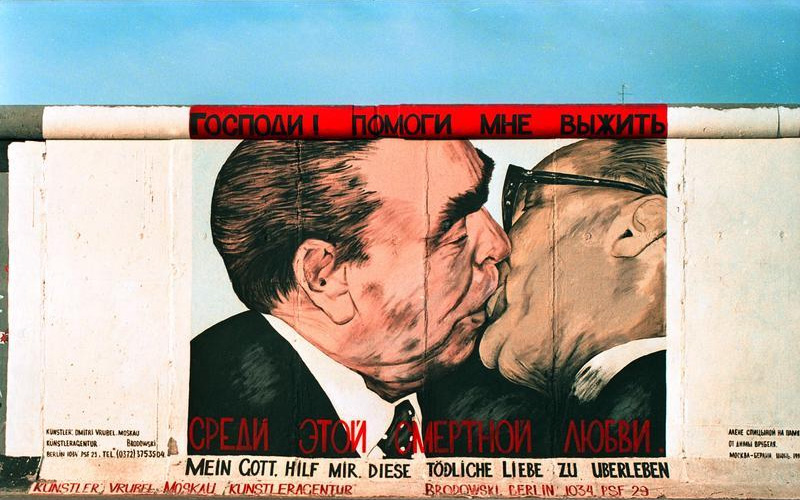
Д. В. Врубель. «Господи! Допоможи мені вижити серед цієї смертної любові». Графіті. 1989. Галерея Іст-Сайд, Берлін

Поцілунок в історії та міфології — оцінюється як ритуальний жест, символічний знак соціальних відносин, прояв міфів і релігійних відносин. Увійшли в історію ряд історичних та міфологічних ідіом: «Поцілунок Юди», «Поцілунок смерті».
На відміну від простого поцілунку, що має емоційне, часто сексуальне забарвлення, ця форма прояву відносин людей носить соціальні корені.
- Поцілунки королівських осіб в Середньовіччя.
- Зустрічі і проводи генеральних секретарів комуністичних партій.
- Поцілунок ієрархів християнських конфесій.
- Триразовий вітальний поцілунок в слов'янських народів (чоловіків).
- Поцілунок руки (Kiss Hand) — символ відданості міністрів Його Величності британському монарху.
- Поцілунок членів мафії з хрещеним батьком.

А вже в 1896 році вперше був відображений поцілунок в кіно — 30-секундний фільм Томаса Едісона так і називався — «Поцілунок».

## Цікаві факти про поцілунки

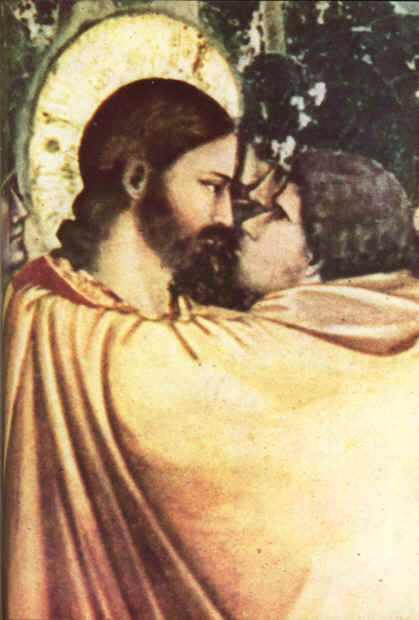
Інколи поцілунок може призвести до страти людини: Юда Іскаріот цілує Ісуса Христа

- Вважається, що розвиток поцілунку був покладений приблизно в 3000 р. до н. е., коли люди, поклоняючись богам, посилали їм поцілунки.
- Перший поцілунок в кіно відбувся у 1896 році. Його здійснили Мей Ірвін і Джон С. Рає. 30-секундний фільм Томаса Едісона так і називався «Поцілунок».
- З 1981 року дослідженням природи поцілунку займається Всесвітній комітет охорони здоров'я при ООН.
- Наука про поцілунок — філематологія.
- Під час поцілунку від однієї людини іншій передається близько 250 бактерій різних культур. «Чужі» бактерії підвищують опірність організму і стимулюють появу антитіл, які активізують імунні механізми. Імунологи називають подібний процес «перехресною імунізацією».
- Кожен десятий хлопець починає цілуватися «по-справжньому», ще не досягнувши 10-річного віку. До чотирнадцятирічного віку вже 50 відсотків людей обох статей знають, що таке «цілуватися взасос»[джерело?].
- Чинники, що вбивають у жінок бажання цілуватися: на першому місці — поганий запах з рота, на другому місці — запах поту, на третьому — коротке підборіддя у чоловіка.
- В середньому жінка цілує 7-9 чоловіків, перш ніж одружитися[джерело?].
- В середні віки в Італії чоловік, що поцілував дівчину на людях, повинен був обов'язково на ній одружуватися. У місті Неаполь закони були найжорстокішими: поцілувавшись на вулиці, можна було загриміти у в'язницю, а то і зовсім позбутися життя, якщо це відбулося на очах високої духовної особи.
- У 1979 році Девід Боуї винайшов апарат «ліпограф», який знімав відбиток губ для ідентифікації особи. Після цього в Америці провели аукціон «ліпограмм» відомих людей. Всі виручені кошти, що становили 16 тисяч доларів, пішли до фонду захисту дітей. На цьому аукціоні один відбиток губ Міка Джаггера був проданий за 1600 доларів. На жаль, «ліпограф» так і не увійшов до вживання в криміналістиці.
- В Японії вважається дуже непристойним цілуватися при свідках. Саме з цієї причини ви майже ніколи не побачите поцілунку в японському фільмі. Те, що у всьому світі називається «японським» поцілунком, виконується так: встаньте на відстані одного кроку один від одного, нахиліться вперед і, витягнувши губи, доторкніться ними губ партнера. Рот не відкривати!
- Американець А. Е. Вольфрам з Міннесоти поставив рекорд за кількістю поцілованих за одиницю часу. Під час фестивалю, що проходив в його штаті, за 8 годин він поцілував 8001 людину. Це відбулось 15 вересня 1990. Таким чином, він ухитрявся цілувати нову людину через кожні 3,6 секунди.
- Ескімоси, Полінезійці не цілують один одного в рот. Вони труться носами.
- В середньому людина за все життя витрачає на поцілунки 2 тижні.
- Африканці виражають пошану до вождя, цілуючи землю, по якій він ходив.
- Римляни на знак вітання цілували очі один одного. Це повна протилежність прикметі, по якій цілувати очі, — до розставання.
- В давнину в Англії існував такий звичай: під час ярмарків жінки брали яблуко, встромляли в нього гвоздику і пропонували яблуко тому, з ким хотіли поцілуватися. Чоловік повинен був вийняти гвоздику, розжувати її, а потім поцілувати жінку. Він не мав права відмовитися.
- Справжній пристрасний поцілунок викликає в мозку ті ж хімічні реакції, що стрибки з парашутом і стрілянина з пістолета.
- Поцілунок достатньої тривалості набагато кращий, ніж жувальна гумка, нормалізує кислотність в порожнині рота. Цілуючись щоразу після їжі, ви значно знижуєте ризик виникнення карієсу.
- У Стародавньому Римі в знак вітання цілували не тільки друзів і членів родини, також торговців і просто перехожих.
- Також цікава історія виникнення звичаю ставити хрестики для позначення поцілунків наприкінці листа. Люди середньовіччя переважно неписьменні, тому, підписуючи договір, наприклад про купівлю-продаж землі або іншого товару, вони просто ставили хрест замість свого імені й цілували його в знак щирості своїх намірів.
- Поцілунок викликає значне збільшення пульсу (до 110—120 ударів у хвилину у чоловіків і до 180 у жінок). А це приводить до поліпшення кровообігу, перекачуванню додаткового літра крові. Клітини при цьому отримують додаткову кількість кисню, а життєвий тонус підвищується.
- За допомогою довгого поцілунку можна позбутися гикавки.
- При французькому поцілунку працюють близько 30 м'язів, з них 12 відповідають за рухи губ і 11 — язика
- Найдовший поцілунок, занесений до Книги рекордів Гінесса, тривав 18 днів 10 годин і 30 хвилин. Переможці загриміли в лікарню з виснаженням організму. Після виписки їх шляхи розійшлися і більше не перетиналися.
- Опитування показали, що чоловіки, які щодня цілують своїх дружин перед виходом на роботу, мають вищий дохід, ніж ті, які цього не роблять. Чоловіки, які мають звичку ранком перед виходом на роботу цілувати своїх дружин, живуть на 5 років більше інших.
- Подекуди поцілунки вважаються злочином. У американському штаті Індіана досі живий закон, по якому «чоловікові з вусами забороняється цілувати людську істоту». У штаті Коннектикут в неділю заборонено цілувати дружину. А в містечку Седар Рапіді, штат Айова, шериф може забрати до дільниці будь-якого, хто поцілує незнайому людину.
- Твої губи в сотні разів чутливіші, ніж кінчики пальців.
- Один поцілунок спалює приблизно 3 калорії.
- Останні медичні дослідження показали, що тривалий жагучий поцілунок настільки підвищує пульс і рівень гормонів у крові людини, що може вкоротити тривалість його життя майже на 1 хвилину.
- В 50-х рр. XX ст. учені Балтімора встановили, що під час поцілунку від однієї людини іншій передається 278 різних культур бактерій, 95 % яких не представляють небезпеки.
- За час свого паломництва в Лазу благочестивий буддист цілує землю понад 30 тисяч разів.
- Кожне наступне покоління починає цілуватися «по-справжньому» раніше, ніж попереднє.
- 70 % молодих людей від 16 до 24 років цілуються вперше до того, як їм здійсниться 15, у той час як з їх батьків такий досвід мали всього 46 %.
- Більшість опитаних стверджує, що найгарячіший поцілунок на екрані — це поцілунок Річарда Гіра й Дебрі Вінгер у фільмі «Солдат і джентльмен».
- Чверть опитаних у віці 15—24 років зізналися, що заради одного-єдиного поцілунку свого кумира вони з радістю оселилися б по сусідству з його матір'ю або погодилися б цілий рік прати його сорочки.
- Багато жінок звертають більше уваги на чоловіків у формі.
- У поцілунках жінки віддають перевагу чоловікам таких професій:

1. 39 % жінок — військовим;
2. 37 % — юристам;
3. 27 % — бухгалтерам;
4. 14 % — спортсменам.

- Інфекційний мононуклеоз ще називається хворобою тих, хто цілується. Він одержав цю назву тому, що передається під час поцілунку.
- Із всіх тварин поцілунок шимпанзе найбільш схожий на людський. Інші тварини — кінь, собака — теж цілуються, але не так схоже.
- Відомі цілувальники всіх часів і народів: Рудольф Валентіно — голлівудська кінозірка 20-х рр. XX ст.;

Казанова — італійський коханець, що жив в XVII ст.;
Юда — людина, що зрадила Ісуса після того, як поцілувала його;
Джеймс Бонд — герой-коханець;
Дракула — упирь — кровопивця;
Мерілін Монро — голлівудська кінодіва.
- Найнасиченіший поцілунками фільм: «Дон Жуан» (1926 р., компанія «Ворнер Бразерс»). У ньому нарахували 191 поцілунок.
- Найдовший поцілунок в історії кіно: Реджис Тумі та Джейн Ваймен цілувалися протягом 185 секунд у фільмі «You're in the Army Now» («Ти зараз в армії», 1940), що займає 4 % всієї тривалості фільму.

## Поцілунки не губами
Щока до щоки: в книзі "Граф Монте-Крісто" част.3 гл.18 "Андреа Кавальканті": " І вони поцілувались, як цілуються в Французькому театрі: приклавшись щока до щоки".

### Ескімоський поцілунок

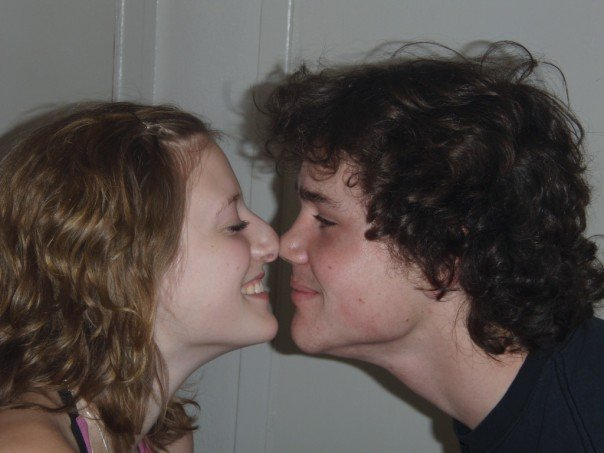
Ескімоський поцілунок

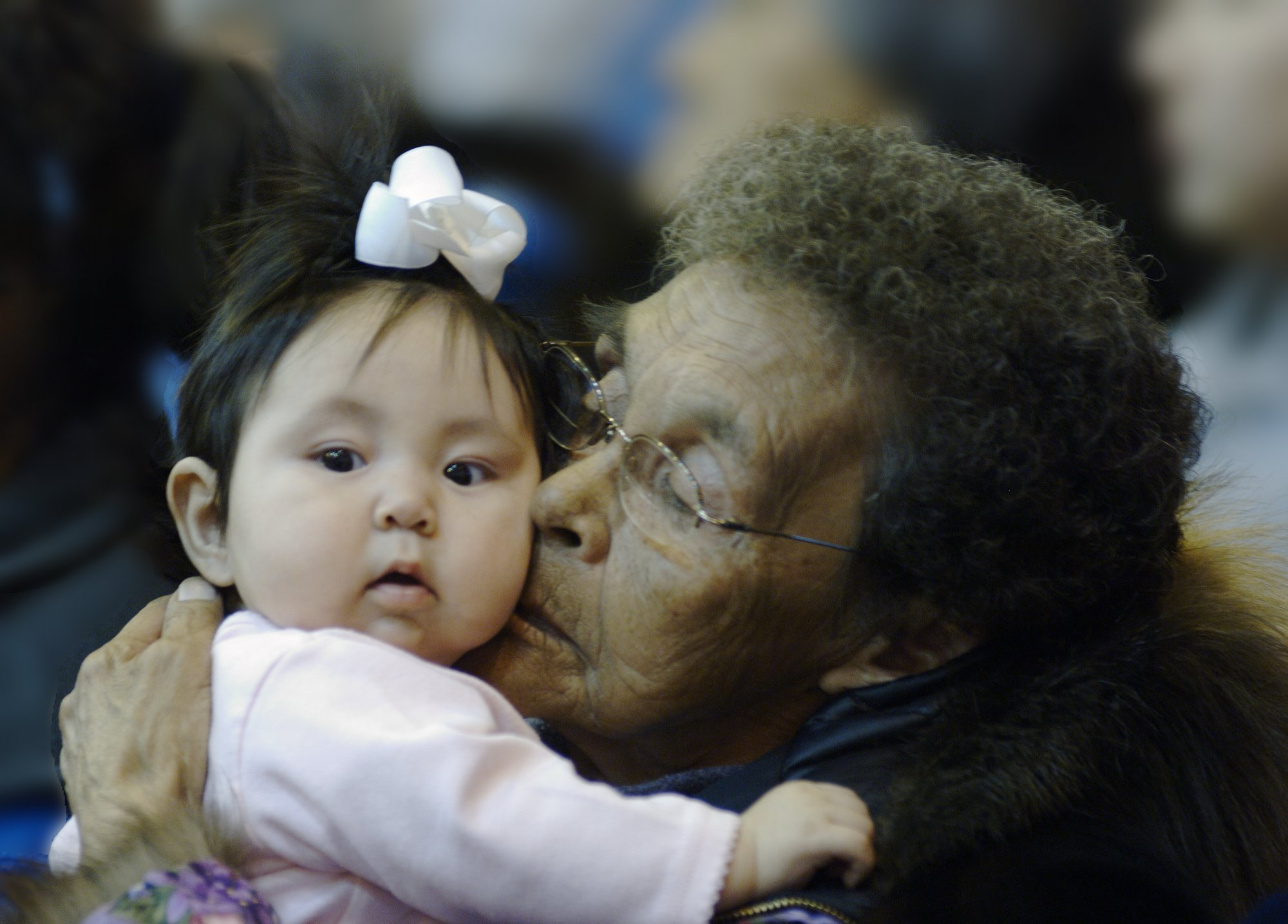
Кунік

Ескімоський поцілунок в сучасній західній культурі - дія, що нагадує традиційне ескімоське вітання кунік. Кунік - форма вираження прихильності, зазвичай між членами однієї сім'ї або закоханими. Ініціатор поцілунку притискає свій ніс і верхню губу до шкіри (зазвичай лоба або щоки) другого і вдихає повітря, втягуючи також його шкіру і волосся.
Існує хибна думка, що ця традиція виникла у ескімосів через те, що їх губи примерзають один до одного на сильному морозі при звичайних поцілунках. Насправді ця дія не має еротичного змісту, а є формою дружнього вітання між близькими людьми, які, зустрічаючись, часто мають неприкритими одягом тільки ніс і очі.
Коли перші арктичні дослідники вперше побачили цю дію, вони прозвали його «ескімоським поцілунком». У західному варіанті дія полягає в тому, що дві людини труться носами.
Одне з перших зображень «ескімоського поцілунку» відноситься до фільму Роберта Флаерті «Нанук з Півночі», який вважається першим документальним та етнографічним фільмом. Ймовірно, саме завдяки цьому фільму така традиція стала відома неескімосам та вийшла за рамки їх етнічної культури.
Схожі вітання існують в інших народів. Примітним є вітання «хонгі», що практикується племенами маорі в Новій Зеландії.

## Поцілунок у мистецтві
Художники та скульптори різних часів та епох зображували поцілунок, що був центральним елементом дії в творах мистецтва  :
- Гюстав Клімт "Поцілунок"
- Едвард Мунк "Поцілунок"
- Пабло Пікассо "Поцілунок"
- Франсуа Буше "Геркулес і Омфала"
- Жан Леон Жером "Пігмаліон і Галатея"
- Франческо Гаєса "Поцілунок"
- Рона Хікс "Вкрадений поцілунок"
- Марк Шагал "День народження"
- Жан Оноре Фрагонар "Поцілунок крадькома"
- Рене Магрітт "Закохані"
- Анрі де Тулуз-Лотрек "У ліжку: поцілунок"
- Всеволод Максимович "Поцілунок"

## Поцілунок в українській поезії
- Павло Глазовий – Поцілунок[5]

|  | А дівчина про фашиста дума: “Тьфу, поганий! Цілуватись до бабусі ліз, бандило п’яний. Та бабуся — молодчина, видно, жінка горда. Так ударила навідліг, що набрякла морда”. Офіцер до ліхтарюги приклада хустину, Кривить пику дурнувато й дума про хлопчину: “Бач, в тунелі цмокнув дівку, ніби ненароком, А я маю через нього ліхтаря під оком”. А хлопчина їде й дума: “От робота чиста! Сам себе у руку цмокнув і огрів фашиста”. |

- Сергій Ущапівський – Поцілунок[6]

|  | Поцілунок початок бере у очах, Ніжний погляд — то наче обійми. Відчуваєш? Це їхнє тепло на плечах. Так і кинувся б їм навперейми. |

- Максим Рильський – Поцілунок[7]

|  | Уста, що і мене, і весь мій рід кляли, Мов квітка багряна, до мене простягали Свій келих, сповнений солодкої знемоги. |